# Šargounský dub
Šargounský dub je soliterní památný strom - dub letní (Quercus robur L.) rostoucí u cesty v osadě/ulici Karlov u Litovle v okrese Olomouc v Olomouckém kraji. Nachází se také v geomorfologickém celku Hornomoravský úval v CHKO Litovelské pomoraví v etnickém regionu Haná.

## Historie a popis
Šargounský dub, který se nachází v nadmořské výšce 220 m, roste poblíž bývalého Šargounského mlýna. Odhadované stáří stromu k roku 2018 je 210 let.

## Další informace
Dub je celoročně colně přístupný.

## Galerie

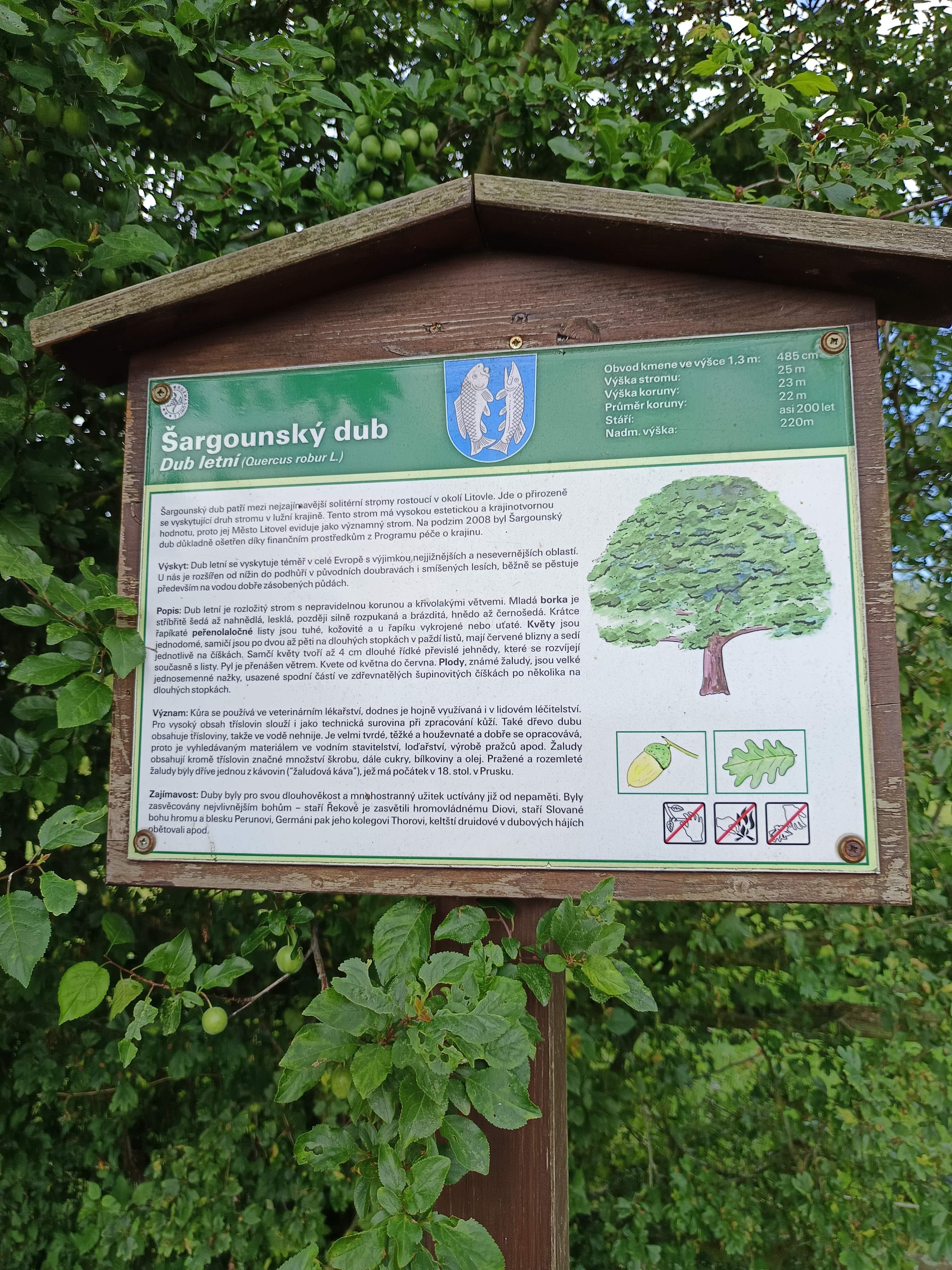
Informační panel u stromu